# Aspidhampsonia
Aspidhampsonia é um gênero de traça pertencente à família Arctiidae.